# Besmet (boek)
Besmet (oorspronkelijke Engelse titel: Contagion) is een boek geschreven door de Amerikaanse schrijver Robin Cook.

## Verhaal
Op een gegeven ogenblik krijgt Jack Stapleton verschillende patiënten met besmettelijke ziekten te zien bij autopsies. Hij komt erachter dat al deze mensen werkten of behandeld werden in een groot ziekenhuis. Hij gaat op onderzoek uit en komt een duivelse samenzwering op het spoor.